# Dargnies
Dargnies is een gemeente in het Franse departement Somme (regio Hauts-de-France) en telt 1373 inwoners (2004). De plaats maakt deel uit van het arrondissement Abbeville.

## Geografie
De oppervlakte van Dargnies bedraagt 3,7 km², de bevolkingsdichtheid is 371,1 inwoners per km².
De onderstaande kaart toont de ligging van Dargnies met de belangrijkste infrastructuur en aangrenzende gemeenten.

## Demografie
Onderstaande figuur toont het verloop van het inwonertal (bron: INSEE-tellingen).